# 田蕤
田蕤（1976年11月16日—），中國大陸男演员、导演，武漢人，国家一级演员，上海话剧艺术中心导演、演员，毕业于上海戏剧学院表演系，曾在上海戏剧学院表演系任教以及擔任上海師範大學客座教授。1992年，田蕤参演个人首部电视剧《戏剧人生》。田蕤还曾在《大清相国》、《董其昌》等话剧中担任主角。2004年进入上海话剧艺术中心。2020年9月，田蕤因涉嫌猥褻他人而遭到逮捕。

## 生平
田蕤16岁考入武汉艺术学校表演系学习，毕业后在武汉话剧院工作，演出了一些小品，1998年，田蕤辞职，考入上海戏剧学院表演系，2002年获学士学位，毕业后留校任教。2005年，田蕤加入上海话剧艺术中心，从事话剧表演。
2012年，田蕤在话剧《共和国掌柜》饰演陈云，获第16届佐临话剧艺术奖最佳男主角奖、第22届白玉兰戏剧表演奖主角奖。2015年，因在话剧《老大》中饰演冯泉海，他赢得第五届国际戏剧“学院奖”（表演奖）最佳配角奖。2017年，因在话剧《大清相国》中扮演陈廷敬，他获得了第七届国际戏剧“学院奖”（表演奖）最佳主角奖、第21届佐临话剧艺术奖最佳男主角奖、2017华语戏剧盛典最佳男主角。在上海话剧艺术中心工作期间，田蕤参加了上海青年文艺家培养计划，2018年获上海戏剧学院导演系硕士学位，学位论文题目为《论导演艺术中的社会责任感》。

### 强制猥亵案
2020年8月31日晚，田蕤在家中猥亵一名23岁的上海戏剧学院女毕业生。据称，受害人的校友想邀请田蕤出演剧目，两人因此去了田蕤家里；在田家吃晚饭时，受害人醉酒，之后被田蕤侵犯。9月7日，田蕤因涉嫌强制猥亵罪被刑事拘留。22日，上海市松江区人民检察院批准逮捕田蕤。2021年8月17日上午，上海市松江区人民法院对田蕤以强制猥亵罪判处有期徒刑二年六个月。